# Axel Desperes
Axel Desperes (nacido el 16 de enero de 2004) es un jugador francés de rugby a XV que juega como apertura para la Section Paloise y con la selección juvenil de Francia.
Hizo su debut en el Top 14 con su club el 28 de enero de 2022.

## Carrera
Desperes comenzó a jugar al rugby para su club local en 2009. En 2018, firmó con la Section Paloise y se unió al club de Top 14 al final de la temporada 2018-19.
Axel Desperes, aunque participó en el Seis Naciones M20, lamentablemente no fue seleccionado para formar parte del equipo ganador del campeonato mundial, el equipo nacional de rugby de Francia sub-20, durante el Campeonato Mundial de Rugby Juvenil 2023. Desperes hizo su debut en la European Rugby Challenge Cup para la Section Paloise en 2022 contra Dragons RFC. Su debut en el Top 14 para Pau fue contra RC Toulon durante el Top 14 2022-23.